# Egy marék rozs
Az Egy marék rozs (eredeti címén angolul: A Pocket Full of Rye) Agatha Christie egy bűnügyi regénye, ami 1953. november 9-én jelent meg először az Egyesült Királyságban a Collins Crime Club gondozásában, majd egy évvel később a Dodd, Mead and Company kiadásában az Amerikai Egyesült Államokban. Magyarországon először az Európa Könyvkiadó adta ki 1977-ben Borbás Mária fordítása nyomán, legutóbb a Helikon Kiadó gondozásában jelent meg 2019-ben.
A mű cselekményében Rex Fortescue rosszul lesz az irodájában, majd a kórházban meghal, a kabátja zsebében pedig rozst találnak. A közutálatnak örvendő pénzmágnás Tiszafa-kunyhónak becézett otthonában szolgál szobalányként Gladys, aki korábban Miss Marple mellett volt. Mire Miss Marple megérkezik a Fortescue család házába, addigra már három hulla van, az ügybe pedig látszólag beleillik egy régi versike, a „Hat hatosról énekelj”.

## Megjelenése
Borbás Mária fordításában:
- (2019. március 20.), Budapest, Helikon Kiadó, ISBN 9789634792369 (kartonált, 284 oldal)
- (2005), Budapest, Európa Könyvkiadó, ISBN 9630778289 (keménytáblás, 256 oldal)
- (2002), Budapest, Európa Könyvkiadó, ISBN 9630772132 (kartonált, 256 oldal)
- (1987), Budapest, Európa Könyvkiadó, ISBN 9630739518 (kartonált, 232 oldal)
- (1977), Budapest, Európa Könyvkiadó, ISBN 9630710242 (kartonált, 232 oldal)